# Tenihe
Tenihe (kinesiska: 特尼河, 特尼河苏木) är en socken i Kina. Den ligger i den autonoma regionen Inre Mongoliet, i den norra delen av landet, omkring 1 200 kilometer nordost om regionhuvudstaden Hohhot.
Genomsnittlig årsnederbörd är 674 millimeter. Den regnigaste månaden är juli, med i genomsnitt 193 mm nederbörd, och den torraste är februari, med 7 mm nederbörd.